# Мелані Лойпольц
Мелані Лойпольц (нім. Melanie Leupolz, 14 квітня 1994, Ванген-ім-Алльгой) — німецька футболістка, олімпійська чемпіонка. Півзахисниця футбольного клубу «Реал» (Мадрид) та національної збірної Німеччини.

## Ігрова кар'єра
Вихованка спортивних клубів «Аргенбюль» і «Теттнанг». 
У дорослому футболі дебютувала в 2010 виступами за футбольний клуб «Фрайбург». За чотири сезони провела 75 матчів в яких забила 13 голів. 
Влітку 2014 року перейшла до мюнхенської «Баварії».
У 2020 році стала гравчинею «Челсі», а у 2024 році — «Реала».

## Збірна
У складі юніорської збірної Німеччини провела 22 матчі, забила 12 м'ячів.
У складі молодіжної збірної Німеччини, провела 8 матчів, забила 4 м'ячі. 
У складі національної збірної Німеччини дебютувала 19 червня 2013 року в товариському матчі проти збірної Канади. Після цього матчу Мелані потрапила до заявки збірної Німеччини на чемпіонат Європи 2013.
Олімпійська чемпіонка 2016.

### Голи в складі збірної
| Лойпольц – голи за національну збірну | Лойпольц – голи за національну збірну | Лойпольц – голи за національну збірну | Лойпольц – голи за національну збірну | Лойпольц – голи за національну збірну | Лойпольц – голи за національну збірну | Лойпольц – голи за національну збірну |
| #                                     | Дата                                  | Місце                                 | Суперник                              | Гол                                   | Рахунок                               | Турнір                                |
| ------------------------------------- | ------------------------------------- | ------------------------------------- | ------------------------------------- | ------------------------------------- | ------------------------------------- | ------------------------------------- |
| 1.                                    | 21 вересня 2013                       | Котбус, Німеччина                     | Росія                                 | 6–0                                   | 9–0                                   | Кваліфікація ЧС-2015                  |
| 2.                                    | 5 квітня 2014                         | Дублін, Ірландія                      | Ірландія                              | 3–2                                   | 3–2                                   | Кваліфікація ЧС-2015                  |
| 3.                                    | 10 квітня 2014                        | Мангайм, Німеччина                    | Словенія                              | 1–0                                   | 4–0                                   | Кваліфікація ЧС-2015                  |
| 4.                                    | 8 травня 2014                         | Оснабрюк, Німеччина                   | Словаччина                            | 7–0                                   | 9–1                                   | Кваліфікація ЧС-2015                  |
| 5.                                    | 8 квітня 2015                         | Фюрт, Німеччина                       | Бразилія                              | 3–0                                   | 4–0                                   | Товариський матч                      |
| 6.                                    | 15 червня 2015                        | Вінніпег, Канада                      | Таїланд                               | 1–0                                   | 4–0                                   | ЧС-2015                               |
| 7.                                    | 18 вересня 2015                       | Галле, Німеччина                      | Угорщина                              | 11–0                                  | 12–0                                  | Кваліфікація ЧЄ-2017                  |
| 8.                                    | 3 серпня 2016                         | Сан-Паулу, Бразилія                   | Зімбабве                              | 5–0                                   | 6–1                                   | Олімпійські ігри 2016                 |

Джерело:

## Титули і досягнення

### Клубні
«Баварія» Мюнхен
- Чемпіонка Німеччини (2): 2015, 2016

### Збірна
- Чемпіонка Європи (1): 2013
- Олімпійська чемпіонка (1): 2016.